# R Leonis Minoris
R Leonis Minoris är en pulserande variabel av Mira Ceti-typ  i stjärnbilden Lilla lejonet. Stjärnan var den första i Lilla lejonets stjärnbild som fick en variabelbeteckning.
Stjärnan varierar mellan magnitud +6,3 och 13,2 med en period av 372,19 dygn. R Leonis Minoris är en så kallad Tc-stjärna, med absorptionslinjer i sitt spektrum av den radioaktiva metallen teknetium.

## Fotnoter
1. ↑  Variabelstjärnornas beteckningar börjar med bokstäverna R-Z, därefter A-Q , följt av RR-ZZ och AA-QQ, varefter de börjar betecknas med bokstaven V och ett ordningsnummer, från och med V335.